# Beit Warszawa

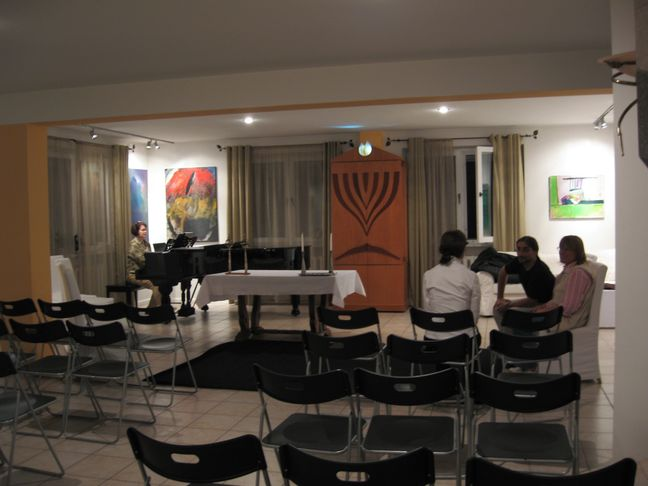
Wnętrze synagogi

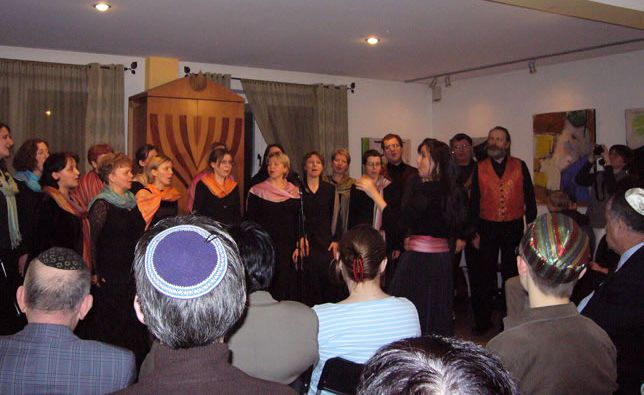
Święto Purim 2006

Beit Warszawa (z hebr. dom) – nazwa używana przez: Fundację Beit Warszawa, stowarzyszenie Towarzystwo Kultury Żydowskiej Beit Warszawa oraz postępową gminę żydowską funkcjonująca w ramach Związku Postępowych Gmin Żydowskich w RP (Beit Polska).

## Historia
Stowarzyszenie kultury żydowskiej Beit Polska zostało założone w 1999 przez grupę osób, których celem było odrodzenie życia żydowskiego w Polsce. Zostało zarejestrowane sądownie w marcu 2002. Rok później, stowarzyszenie zostało członkiem Światowej Unii dla Judaizmu Postępowego.
15 października 2005 Beit Warszawa zorganizowało prawdopodobnie pierwszą w historii powojennej Polski bat micwę w nurcie postępowym. Do uroczystości Ludmiłę Krzewską przygotowywał Nathan Alfred. 7 stycznia 2006 odbyła się prawdopodobnie równie pionierska łączona bar i bat micwa rodzeństwa Racheli i Davida Goodmanów.
5 lipca 2006 rabinem Beit Warszawa został Burt Schuman ze Stanów Zjednoczonych (zakończył posługę w 2011). Od grudnia 2007 do 31 października 2008 wspomagała go rabinka Tanja Segal z Izraela − pierwsza na stałe pracująca w Polsce kobieta rabin, prowadząca później działalność w Krakowie. Kolejnymi sprawującymi posługę rabiniczną w Beit Warszawa byli: rabin Gil Nativ (2012-2015) i rabin Borys Dolin (2015-2016). Współpracowali z BW: student Geiger College Maciej Kirschenbaum (2016-2017) i obecnie (2018) rabin Walter Rothschild.
30 lipca 2009 na podstawie wniosku złożonego przez Żydów skupionych wokół Beit Warszawa Minister Spraw Wewnętrznych i Administracji wpisał Związek Postępowych Gmin Żydowskich Beit Polska do Rejestru kościołów i innych organizacji wyznaniowych. Została tym samym zarejestrowana oficjalnie, na mocy ustawy o wolności sumienia i wyznania z 1989, jako równoprawna do ortodoksji, doktryna postępowa. Polskie prawo tym samym przyznało status organizacji religijnej wyznawcom judaizmu postępowego.
Stowarzyszenie wypełniło swoją misję i, wobec nowej sytuacji organizacyjnej, przekazało prowadzenie synagogi Beit Warszawa Fundacji Beit Warszawa, powstałej po rejestracji związku wyznaniowego.
Towarzystwo Kultury Żydowskiej Beit Warszawa spełniło swoje zadanie jako propagator idei odnowy życia żydowskiego w Polsce. Prowadziło nabożeństwa szabatowe, święta żydowskie zgodnie z zasadami judaizmu postępowego, naukę języka hebrajskiego oraz weekendową szkółkę dla dzieci Beit Jeladim.
Życie organizacji wzbogacają liczne wykłady (m.in. historyków Hanny Zaremskiej, Hanny Węgrzynek, Jolanty Żyndul, Augusta Grabskiego), pogadanki z zaproszonymi gośćmi (takimi jak np. Uri Huppert czy Sabina Baral), koncerty (uczniowie Wandy Wiłkomirskiej, pianista Stefan Walczykiewicz czy wykonujący muzykę ladino Węgier Miklosz Budai, zespół wokalny Szir Awiw, skrzypek Marcin Król) i wystawy malarstwa (np. „Tak malował pan Chagall”). W piątki przed nabożeństwem odbywa się spotkania służące pogłębieniu wiedzy za zakresu judaizmu, historii i kultury żydowskiej. Gośćmi byli m.in. polscy i włoscy masoni z Wielkiego Wschodu Polski oraz Wielkiej Loży Włoch. Profesor Luigi Pruneti wygłosił wykład poświęcony zależności między masonerią a judaizmem.
Od lutego 2018 odbywają się wykłady w cyklu „Żydzi. Naród, historia, religia”, prowadzone przez pracowników naukowych Uniwersytetu Warszawskiego i Muzeum Historii Żydów Polskich POLIN.
Fundacja prowadzi od lat kurs dla prowadzących modlitwy (szlijach cibur), w ramach którego certyfikaty otrzymało kilkunastu „szaców” (skrót od „szlijach cibur).
Przy synagodze działa biblioteka licząca ponad 2 tys. woluminów.
|  |  |

|  |  |